# Pripjat (by)
 For alternative betydninger, se Pripjat. (Se også artikler, som begynder med Pripjat)
Pripjat eller Prypjat (ukrainsk: Прип'ять, tr. Prypjat; russisk: Припять, tr. Pripjat) er en spøgelsesby i det nordlige Ukraine, tæt på grænsen til Hviderusland.
Byen, der er opkaldt efter den nærliggende flod Pripjat, blev grundlagt den 4. februar 1970. Det var den niende by i Sovjetunionen, der blev bygget i forbindelse med et atomkraftværk, til at huse medarbejdere. Byen fik officiel status som by i 1979.
Byen nåede et indbyggertal på 49.360, før den blev evakueret ca. 36 timer efter Tjernobylulykken, den 26. april 1986.
Da byen blev grundlagt i 1970, bød den på luksus, der overgik størstedelen af de andre byer i Sovjetunionen. Med en afstand til Tjernobyl Atomkraftværket på cirka to kilometer var det den nærmeste by, og blev derfor hårdest ramt under Tjernobylulykken. Pripjat er stadig radioaktiv, og ubeboelig.

## Baggrund
I modsætning til de lukkede byer i Sovjetunionen, der var af militær betydning, havde offentligheden fri adgang til Pripjat før ulykken. Atomkraft blev af Sovjetunionen betragtet som mere sikker end andre former for energiformer. Atomkraftværker blev præsenteret som et fremskridt for sovjetisk ingeniørarbejde, hvor atomkraft blev udnyttet til fredelige formål. Sloganet "Fredeligt atom" (ukrainsk: мирний атом, myrnyj atom; russisk: мирный атом, mirnyj atom) var populært på den tid. Den originale plan var, at kraftværket skulle ligge 25 km fra Kyiv, men bl.a. Ukraines Nationale Akademi for Videnskab udtrykte bekymring over en beliggenhed så tæt på storbyen, så det blev besluttet at bygge Tjernobyl Atomkraftværk og Pripjat 100 km nord for Kiev i stedet.

## Udvikling
Samtidigt med at Pripjat skulle være hjem til atomkraftværkets ansatte, blev byen også set som et knudepunkt for fragt via jernbane og flodhavn. Da byen blev bygget var det meget typisk at bruge ideologiske vejnavne så som: Lenin vej, Internationalt venskab Gade, Igor Kurchatov Gade (Som var opkaldt efter Den sovjetiske atombombes far), Heltene fra Stalingrad Gade, osv.
I Pripjats centrum lå rådhuset, de største indkøbsfaciliteter, større underholdningsfaciliteter, samt restauranter. Det er også her ruinen af det store Polissya hotel ligger.
Da byen blev designet var hovedideen bag byens layout at bruge et såkaldt trekantprincip, udviklet af arkitekter fra Moskva i et projekt styret at Nicolay Ostozhenko. På dette tidspunkt var designet unikt og var ikke blevet brugt andre steder. Efter noget tid, hvor planen for byens udvikling blev finjusteret af arkitekter fra Kyiv, blev den endelig godkendt. Men da byggeriet endelig gik i gang, var designet blevet brugt i mange andre byer i Sovjet, så der var ikke længere noget unikt ved det.
Trekantsplanen indeholdte varierende femetages bygninger og højhuse med bred udsigt over landskabet, åbne områder, og horisonten kan ses stort set alle steder i byen. Modsat gamle byer, med deres små baggårde og smalle gader, var Pripjat designet til at virke fri og åben, alt sammen for indbyggerne kunne føle sig bedre tilpas. Udover at gader var bygget større end behovet på den tid, var det også lykkes at få vejene og husene til at ligge symmetrisk, disse ting tilsammen skulle have fremtidssikret Pripjat mod moderne trafikpropper.

## Tjernobylulykken og byens evakuering
Omkring 36 timer efter ulykken på Tjernobylværket evakuerede regeringen i det tidligere Sovjetunionen alle 49.400 indbyggere i Pripjat med løftet om, at evakueringen var midlertidig og højst ville vare tre dage. Dette var imidlertid en løgn, det havde til hensigt at få folk til at forlade området hurtigt. I Pripjat findes stadig i dag personlige effekter fra indbyggere i de forladte boliger.

## Efter Tjernobylulykken
Efter evakueringen blev byen en del af "30 km zonen", der var den kraftigst radioaktive del af området omkring atomværket. Den dag i dag er der stadig kraftig radioaktivitet, og området er fortsat erklæret ubeboeligt. Zonen overvåges af Ministeriet for Ekstraordinære Situationer, en afdeling oprettet efter ulykken på Tjernobylværket. Der er stadig nogen trafik ind og ud af området, og således holdes i hvert fald et jernbanespor i drift til at transportere medarbejdere og personale frem og tilbage til Tjernobylværket. Der foregår en stor mængde efterforskning og undersøgelser i området.

## Pripjat i dag
I dag står byen som en spøgelsesby. Byen er langsomt, men sikkert ved at blive opslugt af vegetationen. Vilde dyr som vildsvin, los og ulv er langsomt vendt tilbage til området.
Det er i dag muligt at besøge området, og hvis man ikke opholder sig i området over længere tid, vil der ikke være kraftigt forhøjet risiko for kræft pga. radioaktivitet. Der findes firmaer i Ukraine, der tilbyder guidede ture ind i Pripjat.
Krybskytteri og tyveri er blevet et problem i området. Det blomstrende dyreliv gør det lukrativt at jage i Zonen, ligesom der også findes en del effekter blandt de efterladte personlige ejendele i byen, som kan være indbringende. Senest har der været rapporter om hvordan bl.a. jern og aluminium er blevet smuglet ud i større mængder og solgt, hvilket indebærer en risiko, da materialer fra zonen stadig er radioaktive. Den fornødne respekt for radioaktiv stråling, sygdoms risiko, og spredning af radioaktivitet udenfor zonen er i dag et stort problem, især grundet salg af metaller fra områder tæt på værket, eller direkte fra værket. Er man udstyret med en Geigertæller, vil man kunne måle stråling langt over grænseværdier, på metalskrot hos produkthandlere mere end 500 km fra Tjernobyl.[kilde mangler]